# Константин Серославич
Константин (Кснятин) Серославич — один из видных галицких бояр XII века.
В 1157 году был послан князем Ярославом Владимировичем Осмомыслом в Киев к его союзнику Юрию Долгорукому, чтобы склонить того к выдаче князя Ивана Ростиславича Берладника, претендента на галицкий стол; но это посольство закончилось неудачей благодаря заступничеству за Берладника митрополита.
В 1170 году Кснятин командовал вспомогательной галицкой ратью, ходившей вместе с Мстиславом Изяславичем под Вышгород, на князя Давыда Ростиславича. Будучи, по некоторым данным, подкуплен Давыдом, Кснятин самовольно увёл войско домой, подделав отзывную грамоту от имени своего князя. Когда у князя Ярослава началась распря с боярами и женой Ольгой, Кснятин встал на сторону последних, ушёл с ней в Польшу и вернулся лишь тогда, когда любовница князя, Настасья, из-за которой разгорелась эта распря, была сожжена боярами.